# Auxopus madagascariensis
Auxopus madagascariensis Schltr., 1924 è una pianta della famiglia delle Orchidacee, endemica del Madagascar.